# Todža
Todža nebo Azas (rusky Тоджа nebo Азас) je jezero v západní části Todžinské kotliny v Tuvinské republice v Rusku. Má rozlohu 51,6 km².

## Vodní režim
Do jezera ústí řeka Azas a odtéká Toora-Chem (pravý přítok Velkého Jeniseje). Vyšší úroveň hladiny je v červnu a nižší v březnu a dubnu. Rozsah kolísání úrovně hladiny je 1,4 m. Zamrzá na začátku listopadu a rozmrzá ve druhé polovině května. V létě (červenec) se voda na povrchu prohřívá na 19 °C.